# Амфревил ла Ми Воа
Амфревил ла Ми Воа (фр. Amfreville-la-Mi-Voie) насеље је и општина у северној Француској у региону Горња Нормандија, у департману Приморска Сена која припада префектури Руан.
По подацима из 2011. године у општини је живело 3.159 становника, а густина насељености је износила 812,08 становника/km². Општина се простире на површини од 3,89 km². Налази се на средњој надморској висини од 45 метара (максималној 145 m, а минималној 3 m).

## Демографија
| 1962. | 1968. | 1975. | 1982. | 1990. | 1999. | 2011. |
| ----- | ----- | ----- | ----- | ----- | ----- | ----- |
| 2.389 | 2.430 | 2.093 | 2.509 | 2.556 | 2.869 | 3.159 |

График промене броја становника у току последњих година